# Bobak Ferdowsi
Bobak Ferdowsi (en persan : بابک فردوسی), né le 7 novembre 1979 à Philadelphie, est un ingénieur en systèmes astronautiques irano-américain du Jet Propulsion Laboratory de la National Aeronautics and Space Administration (NASA). Il a participé aux missions Cassini-Huygens et Curiosity du Mars Science Laboratory.